# Copa J. League 2018
La Copa J. League 2018, también conocida como Copa YBC Levain J. League 2018 por motivos de patrocinio, fue la 43.ª edición de la Copa de la Liga de Japón y la 26.ª edición bajo el actual formato.
El campeón fue Shonan Bellmare, tras vencer en la final a Yokohama F. Marinos. De esta manera, el conjunto de Hiratsuka dio la vuelta olímpica por primera vez. Por lo mismo, disputó la Copa Suruga Bank 2019 ante Athletico Paranaense de Brasil, vencedor de la Copa Sudamericana 2018.

## Formato de competición
La reglamentación principal se anunció el 12 de diciembre de 2017.
El formato del torneo sufrió modificaciones en comparación al implementado en 2017. Hasta la temporada 2017, solamente podían participar de este certamen todos los clubes pertenecientes a la J1 League. A partir de este año, además de los equipos de la Primera División, se sumaron los que terminaron en 16.º y 17.º lugar del año anterior y perdieron la categoría; en caso de que el clasificado japonés a la fase preliminar de la Liga de Campeones de la AFC 2018 perdiera ese encuentro, se agregaría únicamente el 16.º equipo de la temporada anterior de la máxima categoría. Por otra parte, la fase de grupos pasó de tener 2 grupos a poseer 4 zonas de 4 clubes cada uno (o 3 de 4 equipos y un grupo de 3 cuadros) y cada uno se disputó a ida y vuelta; posteriormente, todos los clasificados pasaron a la fase eliminatoria previa. Los clubes de J2 League participaron por primera vez desde 2001, mientras que la fase de grupos a ida y vuelta se había empleado por última vez en 2008.
- Formaron parte del torneo los 18 equipos que participaron de la J1 League 2018 junto con Ventforet Kofu y Albirex Niigata, 16.º y 17.º lugar de la J1 League 2017. Los recientemente ascendidos Shonan Bellmare y Nagoya Grampus volvieron al torneo después de ausentarse en la edición del 2017, mientras que para V-Varen Nagasaki fue la primera aparición en su historia.
  - Kawasaki Frontale, Cerezo Osaka y Kashima Antlers, clasificados para la fase de grupos de la Liga de Campeones de la AFC 2018, estuvieron exentos de participar en la fase de grupos e ingresaron directamente a cuartos de final.
  - Kashiwa Reysol que debía competir en las rondas previas de la Liga de Campeones de la AFC, estaría exento al igual que los tres equipos anteriores si llegaba a triunfar en ese duelo; de otro modo, ocuparía un lugar en la fase de grupos y absorbería el lugar de Albirex Niigata, quien no podría disputar el certamen. Finalmente, el conjunto de la prefectura de Chiba ganaría su llave eliminatoria e ingresaría a la fase de grupos de la competición continental;[3] en consecuencia, comenzó su participación en la Copa J. League 2018 en cuartos de final.
- Fase de grupos: Los restantes 16 equipos fueron divididos en cuatro grupos de cuatro clubes cada uno según sus posiciones en la J1 League 2017. De esta manera, cada cuadro debió disputar seis juegos en total -tres de local y tres de visitante-.
  - Grupo A: Yokohama F. Marinos (5.º), Vegalta Sendai (12.º), F.C. Tokyo (13.º) y Albirex Niigata (17.º).
  - Grupo B: Júbilo Iwata (6.º), Hokkaido Consadole Sapporo (11.º), Shimizu S-Pulse (14.º) y Ventforet Kofu (16.º).
  - Grupo C: Urawa Red Diamonds (7.º), Gamba Osaka (10.º), Sanfrecce Hiroshima (15.º) y Nagoya Grampus (J2 - 3.º).
  - Grupo D: Sagan Tosu (8.º), Vissel Kobe (9.º), Shonan Bellmare (J2 - 1.º) y V-Varen Nagasaki (J2 - 2.º).
  - Para determinar el orden de clasificación de los equipos se utilizaron los siguientes criterios:

1. Puntos obtenidos.
2. Diferencia de goles.
3. Goles a favor.
4. Resultado entre los equipos en cuestión.
5. Puntos por juego limpio.
6. Sorteo.
- Los primeros de cada grupo avanzaron a la fase eliminatoria.
  - En caso de que hubiera 4 clubes japoneses en la fase de grupos de la Liga de Campeones de la AFC, los dos primeros de cada zona clasificarían a la fase eliminatoria.
  - En caso de que hubiese 3 clubes japoneses en la fase de grupos de la Liga de Campeones de la AFC, los dos primeros de cada zona más los dos mejores terceros clasificarían a la fase eliminatoria.
- Fase eliminatoria: se enfrentaron en serie de dos partidos, a ida y vuelta. En caso de igualdad en el total de goles, se aplicaría la regla del gol de visitante y, si aún persistía el empate, se realizaría una prórroga, en donde ya no tendrían valor los goles fuera de casa. De continuar la igualdad en el marcador global, se realizaría una tanda de penales con el método ABBA. Los vencedores clasificaron a la fase final.
- Fase final: se llevó a cabo entre los clubes provenientes de la fase eliminatoria junto con Kawasaki Frontale, Cerezo Osaka y Kashima Antlers.
  - En cuartos de final y semifinales se enfrentaron en serie de dos partidos, a ida y vuelta. Se aplicaron las mismas reglas que en la fase eliminatoria.
  - La final se jugó a un solo partido. En caso de empate en los 90 minutos se haría una prórroga; si aún persistía la igualdad, se ejecutaría una tanda de penales con el método ABBA.

## Calendario
Todo el calendario del certamen fue anunciado el 12 de diciembre de 2017, a excepción de la final. Todos los partidos de la fase de grupos se llevaron a cabo los miércoles y la fase eliminatoria se disputó durante el receso por la Copa Mundial de Fútbol de 2018. La fecha de la final del torneo se reveló el 24 de enero de 2018 y, al igual que el año pasado, se llevó a cabo en el Estadio Saitama 2002.
| Etapa             | Ronda             | Ida                     | Vuelta                  | Observaciones                                                                                                  |
| ----------------- | ----------------- | ----------------------- | ----------------------- | --- |
| Fase de grupos    | Fecha 1           | 7 de marzo de 2018      | 7 de marzo de 2018      | Sin observaciones                                                                                              |
| Fase de grupos    | Fecha 2           | 14 de marzo de 2018     | 14 de marzo de 2018     | Sin observaciones                                                                                              |
| Fase de grupos    | Fecha 3           | 4 de abril de 2018      | 4 de abril de 2018      | Sin observaciones                                                                                              |
| Fase de grupos    | Fecha 4           | 18 de abril de 2018     | 18 de abril de 2018     | Sin observaciones                                                                                              |
| Fase de grupos    | Fecha 5           | 9 de mayo de 2018       | 9 de mayo de 2018       | Sin observaciones                                                                                              |
| Fase de grupos    | Fecha 6           | 16 de mayo de 2018      | 16 de mayo de 2018      | Sin observaciones                                                                                              |
| Fase eliminatoria | Fase eliminatoria | 2 de junio de 2018      | 9 de junio de 2018      | Sin observaciones                                                                                              |
| Fase final        | Cuartos de final  | 5 de septiembre de 2018 | 9 de septiembre de 2018 | Inicio de participación de los equipos clasificados a la fase de grupos de la Liga de Campeones de la AFC 2018 |
| Fase final        | Semifinales       | 10 de octubre de 2018   | 14 de octubre de 2018   | Participación de los ganadores de los cuartos de final                                                         |
| Fase final        | Final             | 27 de octubre de 2018   | 27 de octubre de 2018   | Participación de los ganadores de las semifinales                                                              |

## Fase de grupos

### Grupo A
| Equipo              | Pts | PJ | PG | PE | PP | GF | GC | DG |
| ------------------- | --- | -- | -- | -- | -- | -- | -- | -- |
| Vegalta Sendai      | 11  | 6  | 3  | 2  | 1  | 10 | 6  | +4 |
| Yokohama F. Marinos | 11  | 6  | 3  | 2  | 1  | 10 | 8  | +2 |
| Albirex Niigata     | 7   | 6  | 2  | 1  | 3  | 9  | 10 | -1 |
| Tokyo               | 4   | 6  | 1  | 1  | 4  | 5  | 10 | -5 |

| \| Fecha \| Lugar \| Local \| Resultado \| Visitante \| \| ----------- \| -------- \| ------------------- \| --------- \| ------------------- \| \| 7 de marzo \| Sendai \| Vegalta Sendai \| 1:1 \| Albirex Niigata \| \| 7 de marzo \| Yokohama \| Yokohama F. Marinos \| 1:0 \| F.C. Tokyo \| \| 14 de marzo \| Chōfu \| F.C. Tokyo \| 1:0 \| Albirex Niigata \| \| 14 de marzo \| Yokohama \| Yokohama F. Marinos \| 0:0 \| Vegalta Sendai \| \| 4 de abril \| Sendai \| Vegalta Sendai \| 3:0 \| F.C. Tokyo \| \| 4 de abril \| Niigata \| Albirex Niigata \| 1:3 \| Yokohama F. Marinos \| \| 18 de abril \| Niigata \| Albirex Niigata \| 3:1 \| Vegalta Sendai \| \| 18 de abril \| Chōfu \| F.C. Tokyo \| 2:2 \| Yokohama F. Marinos \| \| 9 de mayo \| Niigata \| Albirex Niigata \| 3:2 \| F.C. Tokyo \| \| 9 de mayo \| Sendai \| Vegalta Sendai \| 4:2 \| Yokohama F. Marinos \| \| 16 de mayo \| Chōfu \| F.C. Tokyo \| 0:1 \| Vegalta Sendai \| \| 16 de mayo \| Yokohama \| Yokohama F. Marinos \| 2:1 \| Albirex Niigata \| |          |                     |           |                     |
| Fecha | Lugar    | Local               | Resultado | Visitante           |
| 7 de marzo | Sendai   | Vegalta Sendai      | 1:1       | Albirex Niigata     |
| 7 de marzo | Yokohama | Yokohama F. Marinos | 1:0       | F.C. Tokyo          |
| 14 de marzo | Chōfu    | F.C. Tokyo          | 1:0       | Albirex Niigata     |
| 14 de marzo | Yokohama | Yokohama F. Marinos | 0:0       | Vegalta Sendai      |
| 4 de abril | Sendai   | Vegalta Sendai      | 3:0       | F.C. Tokyo          |
| 4 de abril | Niigata  | Albirex Niigata     | 1:3       | Yokohama F. Marinos |
| 18 de abril | Niigata  | Albirex Niigata     | 3:1       | Vegalta Sendai      |
| 18 de abril | Chōfu    | F.C. Tokyo          | 2:2       | Yokohama F. Marinos |
| 9 de mayo | Niigata  | Albirex Niigata     | 3:2       | F.C. Tokyo          |
| 9 de mayo | Sendai   | Vegalta Sendai      | 4:2       | Yokohama F. Marinos |
| 16 de mayo | Chōfu    | F.C. Tokyo          | 0:1       | Vegalta Sendai      |
| 16 de mayo | Yokohama | Yokohama F. Marinos | 2:1       | Albirex Niigata     |

### Grupo B
| Equipo                     | Pts | PJ | PG | PE | PP | GF | GC | DG  |
| -------------------------- | --- | -- | -- | -- | -- | -- | -- | --- |
| Júbilo Iwata               | 12  | 6  | 4  | 0  | 2  | 9  | 7  | +2  |
| Ventforet Kofu             | 10  | 6  | 3  | 1  | 2  | 10 | 5  | +5  |
| Shimizu S-Pulse            | 10  | 6  | 3  | 1  | 2  | 8  | 5  | +3  |
| Hokkaido Consadole Sapporo | 3   | 6  | 1  | 0  | 5  | 4  | 14 | -10 |

| \| Fecha \| Lugar \| Local \| Resultado \| Visitante \| \| ----------- \| -------- \| -------------------------- \| --------- \| -------------------------- \| \| 7 de marzo \| Kōfu \| Ventforet Kofu \| 3:0 \| Hokkaido Consadole Sapporo \| \| 7 de marzo \| Shizuoka \| Shimizu S-Pulse \| 1:0 \| Júbilo Iwata \| \| 14 de marzo \| Sapporo \| Hokkaido Consadole Sapporo \| 0:1 \| Júbilo Iwata \| \| 14 de marzo \| Kōfu \| Ventforet Kofu \| 1:0 \| Shimizu S-Pulse \| \| 4 de abril \| Iwata \| Júbilo Iwata \| 3:2 \| Ventforet Kofu \| \| 4 de abril \| Shizuoka \| Shimizu S-Pulse \| 2:1 \| Hokkaido Consadole Sapporo \| \| 18 de abril \| Iwata \| Júbilo Iwata \| 2:3 \| Hokkaido Consadole Sapporo \| \| 18 de abril \| Shizuoka \| Shimizu S-Pulse \| 1:1 \| Ventforet Kofu \| \| 9 de mayo \| Iwata \| Júbilo Iwata \| 2:1 \| Shimizu S-Pulse \| \| 9 de mayo \| Sapporo \| Hokkaido Consadole Sapporo \| 0:3 \| Ventforet Kofu \| \| 16 de mayo \| Sapporo \| Hokkaido Consadole Sapporo \| 0:3 \| Shimizu S-Pulse \| \| 16 de mayo \| Kōfu \| Ventforet Kofu \| 0:1 \| Júbilo Iwata \| |          |                            |           |                            |
| Fecha | Lugar    | Local                      | Resultado | Visitante                  |
| 7 de marzo | Kōfu     | Ventforet Kofu             | 3:0       | Hokkaido Consadole Sapporo |
| 7 de marzo | Shizuoka | Shimizu S-Pulse            | 1:0       | Júbilo Iwata               |
| 14 de marzo | Sapporo  | Hokkaido Consadole Sapporo | 0:1       | Júbilo Iwata               |
| 14 de marzo | Kōfu     | Ventforet Kofu             | 1:0       | Shimizu S-Pulse            |
| 4 de abril | Iwata    | Júbilo Iwata               | 3:2       | Ventforet Kofu             |
| 4 de abril | Shizuoka | Shimizu S-Pulse            | 2:1       | Hokkaido Consadole Sapporo |
| 18 de abril | Iwata    | Júbilo Iwata               | 2:3       | Hokkaido Consadole Sapporo |
| 18 de abril | Shizuoka | Shimizu S-Pulse            | 1:1       | Ventforet Kofu             |
| 9 de mayo | Iwata    | Júbilo Iwata               | 2:1       | Shimizu S-Pulse            |
| 9 de mayo | Sapporo  | Hokkaido Consadole Sapporo | 0:3       | Ventforet Kofu             |
| 16 de mayo | Sapporo  | Hokkaido Consadole Sapporo | 0:3       | Shimizu S-Pulse            |
| 16 de mayo | Kōfu     | Ventforet Kofu             | 0:1       | Júbilo Iwata               |

### Grupo C
| Equipo              | Pts | PJ | PG | PE | PP | GF | GC | DG |
| ------------------- | --- | -- | -- | -- | -- | -- | -- | -- |
| Urawa Red Diamonds  | 13  | 6  | 4  | 1  | 1  | 9  | 5  | +4 |
| Gamba Osaka         | 9   | 6  | 3  | 0  | 3  | 12 | 13 | -1 |
| Sanfrecce Hiroshima | 7   | 6  | 2  | 1  | 3  | 9  | 7  | +2 |
| Nagoya Grampus      | 6   | 6  | 2  | 0  | 4  | 9  | 14 | -5 |

| \| Fecha \| Lugar \| Local \| Resultado \| Visitante \| \| ----------- \| --------- \| ------------------- \| --------- \| ------------------- \| \| 7 de marzo \| Nagoya \| Nagoya Grampus \| 1:4 \| Urawa Red Diamonds \| \| 7 de marzo \| Suita \| Gamba Osaka \| 0:4 \| Sanfrecce Hiroshima \| \| 14 de marzo \| Hiroshima \| Sanfrecce Hiroshima \| 2:1 \| Nagoya Grampus \| \| 14 de marzo \| Saitama \| Urawa Red Diamonds \| 1:4 \| Gamba Osaka \| \| 4 de abril \| Nagoya \| Nagoya Grampus \| 1:4 \| Gamba Osaka \| \| 4 de abril \| Hiroshima \| Sanfrecce Hiroshima \| 0:0 \| Urawa Red Diamonds \| \| 18 de abril \| Suita \| Gamba Osaka \| 0:1 \| Urawa Red Diamonds \| \| 18 de abril \| Nagoya \| Nagoya Grampus \| 2:1 \| Sanfrecce Hiroshima \| \| 9 de mayo \| Hiroshima \| Sanfrecce Hiroshima \| 2:3 \| Gamba Osaka \| \| 9 de mayo \| Saitama \| Urawa Red Diamonds \| 2:0 \| Nagoya Grampus \| \| 16 de mayo \| Suita \| Gamba Osaka \| 1:4 \| Nagoya Grampus \| \| 16 de mayo \| Saitama \| Urawa Red Diamonds \| 1:0 \| Sanfrecce Hiroshima \| |           |                     |           |                     |
| Fecha | Lugar     | Local               | Resultado | Visitante           |
| 7 de marzo | Nagoya    | Nagoya Grampus      | 1:4       | Urawa Red Diamonds  |
| 7 de marzo | Suita     | Gamba Osaka         | 0:4       | Sanfrecce Hiroshima |
| 14 de marzo | Hiroshima | Sanfrecce Hiroshima | 2:1       | Nagoya Grampus      |
| 14 de marzo | Saitama   | Urawa Red Diamonds  | 1:4       | Gamba Osaka         |
| 4 de abril | Nagoya    | Nagoya Grampus      | 1:4       | Gamba Osaka         |
| 4 de abril | Hiroshima | Sanfrecce Hiroshima | 0:0       | Urawa Red Diamonds  |
| 18 de abril | Suita     | Gamba Osaka         | 0:1       | Urawa Red Diamonds  |
| 18 de abril | Nagoya    | Nagoya Grampus      | 2:1       | Sanfrecce Hiroshima |
| 9 de mayo | Hiroshima | Sanfrecce Hiroshima | 2:3       | Gamba Osaka         |
| 9 de mayo | Saitama   | Urawa Red Diamonds  | 2:0       | Nagoya Grampus      |
| 16 de mayo | Suita     | Gamba Osaka         | 1:4       | Nagoya Grampus      |
| 16 de mayo | Saitama   | Urawa Red Diamonds  | 1:0       | Sanfrecce Hiroshima |

### Grupo D
| Equipo           | Pts | PJ | PG | PE | PP | GF | GC | DG |
| ---------------- | --- | -- | -- | -- | -- | -- | -- | -- |
| Vissel Kobe      | 11  | 6  | 3  | 2  | 1  | 13 | 8  | +5 |
| Shonan Bellmare  | 10  | 6  | 3  | 1  | 2  | 8  | 8  | 0  |
| V-Varen Nagasaki | 7   | 6  | 2  | 1  | 3  | 9  | 11 | -2 |
| Sagan Tosu       | 5   | 6  | 1  | 2  | 3  | 5  | 8  | -3 |

| \| Fecha \| Lugar \| Local \| Resultado \| Visitante \| \| ----------- \| --------- \| ---------------- \| --------- \| ---------------- \| \| 7 de marzo \| Hiratsuka \| Shonan Bellmare \| 1:0 \| Sagan Tosu \| \| 7 de marzo \| Kōbe \| Vissel Kobe \| 2:2 \| V-Varen Nagasaki \| \| 14 de marzo \| Isahaya \| V-Varen Nagasaki \| 2:1 \| Shonan Bellmare \| \| 14 de marzo \| Tosu \| Sagan Tosu \| 0:2 \| Vissel Kobe \| \| 4 de abril \| Hiratsuka \| Shonan Bellmare \| 0:3 \| Vissel Kobe \| \| 4 de abril \| Isahaya \| V-Varen Nagasaki \| 3:2 \| Sagan Tosu \| \| 18 de abril \| Isahaya \| V-Varen Nagasaki \| 1:2 \| Vissel Kobe \| \| 18 de abril \| Tosu \| Sagan Tosu \| 0:0 \| Shonan Bellmare \| \| 9 de mayo \| Kōbe \| Vissel Kobe \| 3:4 \| Shonan Bellmare \| \| 9 de mayo \| Tosu \| Sagan Tosu \| 2:1 \| V-Varen Nagasaki \| \| 16 de mayo \| Hiratsuka \| Shonan Bellmare \| 2:0 \| V-Varen Nagasaki \| \| 16 de mayo \| Kōbe \| Vissel Kobe \| 1:1 \| Sagan Tosu \| |           |                  |           |                  |
| Fecha | Lugar     | Local            | Resultado | Visitante        |
| 7 de marzo | Hiratsuka | Shonan Bellmare  | 1:0       | Sagan Tosu       |
| 7 de marzo | Kōbe      | Vissel Kobe      | 2:2       | V-Varen Nagasaki |
| 14 de marzo | Isahaya   | V-Varen Nagasaki | 2:1       | Shonan Bellmare  |
| 14 de marzo | Tosu      | Sagan Tosu       | 0:2       | Vissel Kobe      |
| 4 de abril | Hiratsuka | Shonan Bellmare  | 0:3       | Vissel Kobe      |
| 4 de abril | Isahaya   | V-Varen Nagasaki | 3:2       | Sagan Tosu       |
| 18 de abril | Isahaya   | V-Varen Nagasaki | 1:2       | Vissel Kobe      |
| 18 de abril | Tosu      | Sagan Tosu       | 0:0       | Shonan Bellmare  |
| 9 de mayo | Kōbe      | Vissel Kobe      | 3:4       | Shonan Bellmare  |
| 9 de mayo | Tosu      | Sagan Tosu       | 2:1       | V-Varen Nagasaki |
| 16 de mayo | Hiratsuka | Shonan Bellmare  | 2:0       | V-Varen Nagasaki |
| 16 de mayo | Kōbe      | Vissel Kobe      | 1:1       | Sagan Tosu       |

## Fase eliminatoria
| Equipo 1            | Agr. | Equipo 2           | Ida | Vuelta |
| ------------------- | ---- | ------------------ | --- | ------ |
| Shonan Bellmare     | 4–3  | Vegalta Sendai     | 3–0 | 1–3    |
| Gamba Osaka         | 4–2  | Júbilo Iwata       | 1–0 | 3–2    |
| Ventforet Kofu      | 3–2  | Urawa Red Diamonds | 2–0 | 1–2    |
| Yokohama F. Marinos | 5–3  | Vissel Kobe        | 4–2 | 1–1    |

- Los horarios de los partidos corresponden al huso horario de Japón: (UTC+9)

### Partidos
| 2 de junio de 2018, 19:03 | Shonan Bellmare                  | 3:0 (1:0) | Vegalta Sendai | Estadio Shonan BMW Hiratsuka, Hiratsuka                 |                                                         |
|                           | Umesaki 15', 71' · Okamoto 90+1' | Reporte   |                | Asistencia: 8.374 espectadores Árbitro(s): Yūsuke Araki | Asistencia: 8.374 espectadores Árbitro(s): Yūsuke Araki |

| 9 de junio de 2018, 15:03 | Vegalta Sendai                          | 3:1 (2:0) | Shonan Bellmare | Estadio Yurtec, Sendai                                       |                                                              |
|                           | Hiraoka 21' · Nishimura 35' · Okuno 74' | Reporte   | Noda 69'        | Asistencia: 10.215 espectadores Árbitro(s): Futoshi Nakamura | Asistencia: 10.215 espectadores Árbitro(s): Futoshi Nakamura |

| 2 de junio de 2018, 16:03 | Gamba Osaka   | 1:0 (1:0) | Júbilo Iwata | Estadio Panasonic Suita, Suita                                |                                                               |
|                           | U.J. Hwang 7' | Reporte   |              | Asistencia: 8.519 espectadores Árbitro(s): Nobutsugu Murakami | Asistencia: 8.519 espectadores Árbitro(s): Nobutsugu Murakami |

| 9 de junio de 2018, 16:03 | Júbilo Iwata                | 2:3 (1:1) | Gamba Osaka              | Estadio Yamaha, Iwata                                      |                                                            |
|                           | Matsuura 15' · Kawamata 71' | Reporte   | U.J. Hwang 26', 50', 66' | Asistencia: 10.518 espectadores Árbitro(s): Masaaki Iemoto | Asistencia: 10.518 espectadores Árbitro(s): Masaaki Iemoto |

| 2 de junio de 2018, 15:03 | Ventforet Kofu         | 2:0 (1:0) | Urawa Red Diamonds | Estadio Yamanashi Chuo Bank, Kōfu                           |                                                             |
|                           | Imazu 37' · Kozuka 51' | Reporte   |                    | Asistencia: 10.337 espectadores Árbitro(s): Akihiko Ikeuchi | Asistencia: 10.337 espectadores Árbitro(s): Akihiko Ikeuchi |

| 9 de junio de 2018, 16:03 | Urawa Red Diamonds | 2:1 (2:1) | Ventforet Kofu | Estadio Saitama 2002, Saitama                            |                                                          |
|                           | Kōroki 19', 24'    | Reporte   | Kozuka 27'     | Asistencia: 22.664 espectadores Árbitro(s): Itaru Hirose | Asistencia: 22.664 espectadores Árbitro(s): Itaru Hirose |

| 2 de junio de 2018, 14:03 | Yokohama F. Marinos                                   | 4:2 (2:1) | Vissel Kobe                  | Estadio Mitsuzawa, Yokohama                           |                                                       |
|                           | Ōtsu 23' · Nakagawa 30' · Amano 69' · Hugo Vieira 75' | Reporte   | Wellington 8' · Watanabe 55' | Asistencia: 8.827 espectadores Árbitro(s): Ryūji Satō | Asistencia: 8.827 espectadores Árbitro(s): Ryūji Satō |

| 9 de junio de 2018, 14:03 | Vissel Kobe | 1:1 (1:0) | Yokohama F. Marinos | Estadio Noevir Kobe, Kōbe                                 |                                                           |
|                           | Fujita 13'  | Reporte   | Hugo Vieira 66'     | Asistencia: 6.895 espectadores Árbitro(s): Yūdai Yamamoto | Asistencia: 6.895 espectadores Árbitro(s): Yūdai Yamamoto |

## Fase final

### Cuadro de desarrollo
|  | Cuartos de final    | Cuartos de final    | Cuartos de final    |   |                     | Semifinales        | Semifinales        | Semifinales        |  |                 | Final         | Final         |  |
|  | 5 y 9 de septiembre | 5 y 9 de septiembre | 5 y 9 de septiembre |   |                     | 10 y 14 de octubre | 10 y 14 de octubre | 10 y 14 de octubre |  |                 | 27 de octubre | 27 de octubre |  |
|  |                     |                     |                     |   |                     |                    |                    |                    |  |                 |               |               |  |
|  |                     |                     |                     |   |                     |                    |                    |                    |  |                 |               |               |  |
|  | Cerezo Osaka        | 0                   | 2                   |   |                     |                    |                    |                    |  |                 |               |               |  |
|  | Cerezo Osaka        | 0                   | 2                   |   |                     |                    |                    |                    |  |                 |               |               |  |
|  | Shonan Bellmare     | 3                   | 2                   |   |                     |                    |                    |                    |  |                 |               |               |  |
|  | Shonan Bellmare     | 3                   | 2                   |   | Shonan Bellmare (p) | 1                  | 2 (5)              |                    |  |                 |               |               |  |
|  |                     |                     |                     |   | Shonan Bellmare (p) | 1                  | 2 (5)              |                    |  |                 |               |               |  |
|  |                     |                     | Kashiwa Reysol      | 1 | 2 (4)               |                    |                    |                    |  |                 |               |               |  |
|  | Kashiwa Reysol (v)  | 2                   | Kashiwa Reysol      | 1 | 2 (4)               | 1                  |                    |                    |  |                 |               |               |  |
|  | Kashiwa Reysol (v)  | 2                   |                     |   |                     |                    |                    |                    |  |                 |               |               |  |
|  | Ventforet Kofu      | 2                   | 1                   |   |                     |                    |                    |                    |  |                 |               |               |  |
|  | Ventforet Kofu      | 2                   | 1                   |   |                     |                    |                    |                    |  | Shonan Bellmare | 1             |               |  |
|  |                     |                     |                     |   |                     |                    |                    |                    |  | Shonan Bellmare | 1             |               |  |
|  |                     |                     | Yokohama F. Marinos | 0 |                     |                    |                    |                    |  |                 |               |               |  |
|  | Yokohama F. Marinos | 4                   | Yokohama F. Marinos | 0 | 3                   |                    |                    |                    |  |                 |               |               |  |
|  | Yokohama F. Marinos | 4                   |                     |   |                     |                    |                    |                    |  |                 |               |               |  |
|  | Gamba Osaka         | 0                   | 1                   |   |                     |                    |                    |                    |  |                 |               |               |  |
|  | Gamba Osaka         | 0                   | 1                   |   | Yokohama F. Marinos | 2                  | 2                  |                    |  |                 |               |               |  |
|  |                     |                     |                     |   | Yokohama F. Marinos | 2                  | 2                  |                    |  |                 |               |               |  |
|  |                     |                     | Kashima Antlers     | 1 | 2                   |                    |                    |                    |  |                 |               |               |  |
|  | Kawasaki Frontale   | 1                   | Kashima Antlers     | 1 | 2                   | 1                  |                    |                    |  |                 |               |               |  |
|  | Kawasaki Frontale   | 1                   |                     |   |                     |                    |                    |                    |  |                 |               |               |  |
|  | Kashima Antlers     | 1                   | 3                   |   |                     |                    |                    |                    |  |                 |               |               |  |
|  | Kashima Antlers     | 1                   | 3                   |   |                     |                    |                    |                    |  |                 |               |               |  |
|  |                     |                     |                     |   |                     |                    |                    |                    |  |                 |               |               |  |

- En cuartos de final y semifinales, el equipo de arriba es el que ejerció la localía en el partido de vuelta.
- Los horarios de los partidos corresponden al huso horario de Japón: (UTC+9)

### Cuartos de final
| 5 de septiembre de 2018, 19:03 | Shonan Bellmare                        | 3:0 (1:0) | Cerezo Osaka | Estadio Shonan BMW Hiratsuka, Hiratsuka                 |                                                         |
|                                | Matsuda 28' · Umesaki 70' · Kaneko 75' | Reporte   |              | Asistencia: 5.896 espectadores Árbitro(s): Takuto Okabe | Asistencia: 5.896 espectadores Árbitro(s): Takuto Okabe |

| 9 de septiembre de 2018, 19:03 | Cerezo Osaka           | 2:2 (2:2) | Shonan Bellmare                  | Estadio Yanmar Nagai, Osaka                               |                                                           |
|                                | Takagi 25' · Souza 35' | Reporte   | Kaneko 31' · Yamasaki 44' (pen.) | Asistencia: 6.589 espectadores Árbitro(s): Masaaki Iemoto | Asistencia: 6.589 espectadores Árbitro(s): Masaaki Iemoto |

| 5 de septiembre de 2018, 19:03 | Ventforet Kofu            | 2:2 (0:0) | Kashiwa Reysol               | Estadio Yamanashi Chuo Bank, Kōfu                             |                                                               |
|                                | Nakayama 54' · Soneda 69' | Reporte   | Nakagawa 63' · Cristiano 85' | Asistencia: 4.157 espectadores Árbitro(s): Kōichirō Fukushima | Asistencia: 4.157 espectadores Árbitro(s): Kōichirō Fukushima |

| 9 de septiembre de 2018, 19:03 | Kashiwa Reysol | 1:1 (0:1) | Ventforet Kofu | Estadio Sankyo Frontier, Kashiwa                              |                                                               |
|                                | Segawa 61'     | Reporte   | Ferrugem 14'   | Asistencia: 6.120 espectadores Árbitro(s): Nobutsugu Murakami | Asistencia: 6.120 espectadores Árbitro(s): Nobutsugu Murakami |

| 5 de septiembre de 2018, 19:03 | Gamba Osaka | 0:4 (0:2) | Yokohama F. Marinos                   | Estadio Panasonic Suita, Suita                              |                                                             |
|                                |             | Reporte   | Itō 2', 40' · Ōtsu 74' · Nakagawa 75' | Asistencia: 5.792 espectadores Árbitro(s): Yūichi Nishimura | Asistencia: 5.792 espectadores Árbitro(s): Yūichi Nishimura |

| 9 de septiembre de 2018, 19:03 | Yokohama F. Marinos                | 3:1 (2:0) | Gamba Osaka | Estadio Internacional, Yokohama                          |                                                          |
|                                | Nakagawa 12' · Itō 20', 85' (pen.) | Reporte   | Ichimi 52'  | Asistencia: 11.207 espectadores Árbitro(s): Yūsuke Araki | Asistencia: 11.207 espectadores Árbitro(s): Yūsuke Araki |

| 5 de septiembre de 2018, 19:04 | Kashima Antlers | 1:1 (1:1) | Kawasaki Frontale | Estadio de Kashima, Kashima                            |                                                        |
|                                | Nishi 19'       | Reporte   | Chinen 32' (pen.) | Asistencia: 7.145 espectadores Árbitro(s): Jumpei Iida | Asistencia: 7.145 espectadores Árbitro(s): Jumpei Iida |

| 9 de septiembre de 2018, 19:03 | Kawasaki Frontale | 1:3 (0:2) | Kashima Antlers                  | Estadio Ajinomoto, Chōfu                                   |                                                            |
|                                | Abe 51' (pen.)    | Reporte   | Yamamoto 28', 37' · Serginho 72' | Asistencia: 19.214 espectadores Árbitro(s): Yūdai Yamamoto | Asistencia: 19.214 espectadores Árbitro(s): Yūdai Yamamoto |

### Semifinales
| 10 de octubre de 2018, 19:04 | Kashiwa Reysol | 1:1 (1:1) | Shonan Bellmare | Estadio Sankyo Frontier, Kashiwa                            |                                                             |
|                              | Segawa 1'      | Reporte   | Kikuchi 9'      | Asistencia: 5.665 espectadores Árbitro(s): Yūichi Nishimura | Asistencia: 5.665 espectadores Árbitro(s): Yūichi Nishimura |

| 14 de octubre de 2018, 16:03 | Shonan Bellmare                                         | 2:2 (1:1, 1:0) (t. s.)(5:4 p.) | Kashiwa Reysol                                            | Estadio Shonan BMW Hiratsuka, Hiratsuka                 |                                                         |
|                              | Ishikawa 28' · Saka 93'                                 | Reporte                        | Ōtani 70' · Yamazaki 113'                                 | Asistencia: 13.018 espectadores Árbitro(s): Minoru Tōjō | Asistencia: 13.018 espectadores Árbitro(s): Minoru Tōjō |
|                              |                                                         | Tiros desde el punto penal     |                                                           |                                                         |                                                         |
|                              | Sugioka · Yamasaki · Umesaki · Saka · Kaneko · Takayama |                                | Cristiano · Nakayama · Tezuka · Esaka · Suzuki · Yamazaki |                                                         |                                                         |

| 10 de octubre de 2018, 19:03 | Kashima Antlers | 1:2 (0:0) | Yokohama F. Marinos           | Estadio de Kashima, Kashima                              |                                                          |
|                              | Inukai 90+3'    | Reporte   | Amano 77' · Hugo Vieira 90+5' | Asistencia: 8.421 espectadores Árbitro(s): Hajime Matsuo | Asistencia: 8.421 espectadores Árbitro(s): Hajime Matsuo |

| 14 de octubre de 2018, 14:04 | Yokohama F. Marinos            | 2:2 (2:0) | Kashima Antlers        | Estadio Mitsuzawa, Yokohama                            |                                                        |
|                              | Hugo Vieira 20' · Nakagawa 34' | Reporte   | Doi 62' · Serginho 70' | Asistencia: 12.979 espectadores Árbitro(s): Ryūji Satō | Asistencia: 12.979 espectadores Árbitro(s): Ryūji Satō |

### Final
| 27 de octubre de 2018, 13:10 | Shonan Bellmare | 1:0 (1:0) | Yokohama F. Marinos | Estadio Saitama 2002, Saitama                               |                                                             |
|                              | Sugioka 36'     | Reporte   |                     | Asistencia: 44.242 espectadores Árbitro(s): Hiroyuki Kimura | Asistencia: 44.242 espectadores Árbitro(s): Hiroyuki Kimura |

#### Detalles
| 1          | Guardameta     | Yōta Akimoto     |     |
| 13         | Defensa        | Miki Yamane      |     |
| 20         | Defensa        | Keisuke Saka     |     |
| 8          | Defensa        | Kazunari Ōno     |     |
| 36         | Centrocampista | Takuya Okamoto   |     |
| 34         | Centrocampista | Daiki Kaneko     |     |
| 10         | Centrocampista | Hiroki Akino     | 71' |
| 29         | Centrocampista | Daiki Sugioka    |     |
| 6          | Delantero      | Toshiki Ishikawa |     |
| 38         | Delantero      | Ryōgo Yamasaki   |     |
| 7          | Delantero      | Tsukasa Umesaki  | 77' |
| Entrenador | Entrenador     | Cho Kwi-jae      |     |

| 21         | Guardameta     | Hiroki Iikura     |     |
| 27         | Defensa        | Ken Matsubara     |     |
| 13         | Defensa        | Thiago Martins    |     |
| 2          | Defensa        | Dušan Cvetinović  |     |
| 24         | Defensa        | Ryōsuke Yamanaka  |     |
| 6          | Centrocampista | Takahiro Ōgihara  |     |
| 9          | Centrocampista | Yūki Ōtsu         | 78' |
| 14         | Centrocampista | Jun Amano         |     |
| 19         | Delantero      | Teruhito Nakagawa |     |
| 7          | Delantero      | Hugo Vieira       |     |
| 25         | Delantero      | Yun Il-lok        | 69' |
| Entrenador | Entrenador     | Ange Postecoglou  |     |

| 18 | Delantero | Temma Matsuda    | 71' 87' |
| 23 | Delantero | Kaoru Takayama   | 77'     |
| 2  | Delantero | Shunsuke Kikuchi | 87'     |

| 26 | Delantero | Ippei Shinozuka | 69' |
| 16 | Delantero | Shō Itō         | 78' |

| Anotado | 36' | Daiki Sugioka | 1-0 |

| Amonestado | 30' | Ken Matsubara    |
| Amonestado | 43' | Yūki Ōtsu        |
| Amonestado | 79' | Takahiro Ōgihara |

| Árbitro              | Hiroyuki Kimura |
| Árbitros asistentes  | Tōru Sagara     |
| Árbitros asistentes  | Takumi Takagi   |
| Cuarto árbitro       | Jun Mihara      |
| Árbitros adicionales | Yūsuke Araki    |
| Árbitros adicionales | Itaru Hirose    |

| 1          | Guardameta     | Yōta Akimoto     |     |
| 13         | Defensa        | Miki Yamane      |     |
| 20         | Defensa        | Keisuke Saka     |     |
| 8          | Defensa        | Kazunari Ōno     |     |
| 36         | Centrocampista | Takuya Okamoto   |     |
| 34         | Centrocampista | Daiki Kaneko     |     |
| 10         | Centrocampista | Hiroki Akino     | 71' |
| 29         | Centrocampista | Daiki Sugioka    |     |
| 6          | Delantero      | Toshiki Ishikawa |     |
| 38         | Delantero      | Ryōgo Yamasaki   |     |
| 7          | Delantero      | Tsukasa Umesaki  | 77' |
| Entrenador | Entrenador     | Cho Kwi-jae      |     |

| 21         | Guardameta     | Hiroki Iikura     |     |
| 27         | Defensa        | Ken Matsubara     |     |
| 13         | Defensa        | Thiago Martins    |     |
| 2          | Defensa        | Dušan Cvetinović  |     |
| 24         | Defensa        | Ryōsuke Yamanaka  |     |
| 6          | Centrocampista | Takahiro Ōgihara  |     |
| 9          | Centrocampista | Yūki Ōtsu         | 78' |
| 14         | Centrocampista | Jun Amano         |     |
| 19         | Delantero      | Teruhito Nakagawa |     |
| 7          | Delantero      | Hugo Vieira       |     |
| 25         | Delantero      | Yun Il-lok        | 69' |
| Entrenador | Entrenador     | Ange Postecoglou  |     |

| 18 | Delantero | Temma Matsuda    | 71' 87' |
| 23 | Delantero | Kaoru Takayama   | 77'     |
| 2  | Delantero | Shunsuke Kikuchi | 87'     |

| 26 | Delantero | Ippei Shinozuka | 69' |
| 16 | Delantero | Shō Itō         | 78' |

| Anotado | 36' | Daiki Sugioka | 1-0 |

| Amonestado | 30' | Ken Matsubara    |
| Amonestado | 43' | Yūki Ōtsu        |
| Amonestado | 79' | Takahiro Ōgihara |

| Árbitro              | Hiroyuki Kimura |
| Árbitros asistentes  | Tōru Sagara     |
| Árbitros asistentes  | Takumi Takagi   |
| Cuarto árbitro       | Jun Mihara      |
| Árbitros adicionales | Yūsuke Araki    |
| Árbitros adicionales | Itaru Hirose    |

| Estadísticas       | Shonan Bellmare | Yokohama F. Marinos |
| ------------------ | --------------- | ------------------- |
| Tiros              | 11              | 13                  |
| Tiros al arco      | 1               | 2                   |
| Faltas             | 17              | 12                  |
| Tiros de esquina   | 2               | 9                   |
| Penales            | 0               | 0                   |
| Fueras de juego    | 0               | 0                   |
| Posesión del balón | 34%             | 66%                 |

|                                     |
| Bandera de Prefectura de Kanagawa   |
| Campeón Shonan Bellmare 1.er título |

## Estadísticas

### Goleadores
| Jugador                                     | Club                | Goles | PJ |
| ------------------------------------------- | ------------------- | ----- | -- |
| Shō Itō                                     | Yokohama F. Marinos | 8     | 8  |
| Shun Nagasawa                               | Vissel Kobe         | 7     | 7  |
| Hugo Vieira                                 | Yokohama F. Marinos | 5     | 9  |
| Hwang Ui-jo                                 | Gamba Osaka         | 5     | 6  |
| Shinzō Kōroki                               | Urawa Red Diamonds  | 4     | 3  |
| Teruhito Nakagawa                           | Yokohama F. Marinos | 4     | 9  |
| Tsukasa Umesaki                             | Shonan Bellmare     | 4     | 10 |
| Última actualización: 27 de octubre de 2018 |                     |       |    |

### Mejor Jugador
| Jugador       | Club            |
| ------------- | --------------- |
| Daiki Sugioka | Shonan Bellmare |

### Premio Nuevo Héroe
El Premio Nuevo Héroe es entregado al mejor jugador del torneo menor de 23 años.
| Jugador    | Club                |
| ---------- | ------------------- |
| Keita Endō | Yokohama F. Marinos |